# ألفريد نويمان
ألفريد نويمان Alfred Neumann (ولد في لاوتنبورج 15 أكتوبر 1895 – ومات في لوجانو 3 أكتوبر 1952) هو أديب وروائي ألماني, تميز بكتابة الروايات التاريخية.

## حياته
قضى ألفريد شبابه في برلين وروستوك وفي سويسرا الفرنسية. وبدأ عام 1913 في دراسة تاريخ الفن، ونال درجة الدكتوراه بعد الحرب العالمية الأولى. ومن عام 1918 إلى 1920 عملا مؤلفا مسرحيا لمسرحيات الحجرة, وكذلك عمل ككاتب حر. وقد هاجر نويمان في عام 1933, وعاش في فيزولا ثم في نيتسا, ثم في لوس أنجلوس ابتداء من عام 1941, حيث حصل على الجنسية الأمريكية.
ثم عاد إلى أوروبا في سنة 1949. ومات في عان 1952 عن عمر يناهز الستة والخمسين عاما.

## إنتاجه الإبداعي
تستمد رواياته الأسلوب الحواري القوي, من الصراع بين الشعور المأساوي بالعالم, وبين الشعور المتفائل بالحياة.
وفي روايته الأولى المعلم تاوسيش Lehrer Taussig التزم نويمان بالتعبيرية, وقد تخلى عن ذلك الأسلوب فيما بعد, واكتسب ملامح جمالية بها مسحة من الإحساس بالمكان.
وقد مثل التاريخ, الذي كان اهتم به في كل أعماله غالبا, فرصة للغوص في أعماق النفس البشرية.
وتدور قصة الوطني der Patriot على خلفية تاريخية, وهي اغتيال القيصر باول الأول, وقد حولت هذه القصة إلى فيلم سينمائي.
وقد نال ألفريد نويمان جائزة كلاي

## أعماله الروائية
1. الشيطان (رواية 1926)
2. المتمردون (قصة 1928)
3. البطل (رواية 1930)
4. مرآة المجانين (رواية 1932)
5. الإخوة 1924
6. منبع الذهب 1938
7. الاتفاق 1949

## أعماله القصصية
1. المعلم تاوسيش 1924
2. الوطني
3. أبطال صغار 1943

## المسرحيات
1. القناع الملكي 1928
2. حذاء سيدة 1929

## روابط خارجية
- ألفريد نويمان على موقع IMDb (الإنجليزية)
- ألفريد نويمان على موقع مونزينجر (الألمانية)
- ألفريد نويمان على موقع ألو سيني (الفرنسية)
- ألفريد نويمان على موقع أول موفي (الإنجليزية)
- ألفريد نويمان على موقع قاعدة بيانات برودواي على الإنترنت (الإنجليزية)
- ألفريد نويمان على موقع قاعدة بيانات الأفلام السويدية (السويدية)
- ألفريد نويمان على موقع قاعدة بيانات الفيلم (الإنجليزية)
- ألفريد نويمان على موقع كينوبويسك (الروسية)